# The Border Horse
The Border Horse était un régiment de l'Armée canadienne des Forces armées canadiennes. Il fut créé en 1908 en Saskatchewan sous le nom des 20th Mounted Rifles. Il fut amalgamé avec les 12th Manitoba Dragoons en 1935.

## Perpétuation
The Border Horse perpétue l'histoire du 6th Battalion, CEF (en) du Corps expéditionnaire canadien impliqué dans la Première Guerre mondiale. Depuis l'amalgamation du régiment avec les 12th Manitoba Dragoons, ces derniers perpétuent l'histoire de ce bataillon.

## Histoire
Le régiment fut créé le 1er avril 1908 à Estevan en Saskatchewan sous le nom des 20th Mounted Rifles. Le 1er mars 1910, il fut renommé en 20th Border Horse. Le 6 août 1914, le régiment fut mobilisé pour le service actif afin de fournir des services de protection locaux. Il fournit également des troupes pour le 6th Battalion, CEF (en) du Corps expéditionnaire canadien créé en septembre 1914. Ce dernier forma le Canadian Cavalry Depot au Royaume-Uni le 6 mars 1915 et fournit des renforts aux troupes canadiennes en campagne. Le 15 mars 1920, le régiment fut renommé en The Border Horse. Le 1er novembre 1920, il fut réorganisé en deux régiments avec le 1er Régiment faisant partie de l'ordre de bataille de la Milice active non permanente et le 2e Régiment de l'ordre de bataille de la Réserve. Le 1er mars 1926, le 1er Régiment fut renommé en 1er Régiment (6th Battalion, CEF). Le 1er janvier 1935, le 2e Régiment fut dissous. Le 31 janvier 1935, The Border Horse fut amalgamé avec les 12th Manitoba Dragoons.

## Annexe